# Ulf Palme
Ulf Henrik Palme, född 18 oktober 1920 i Oscars församling i Stockholm, död 12 maj 1993 på Ingarö, var en svensk skådespelare, författare och regissör.

## Biografi
Palme studerade vid Dramatens elevskola 1942–1945 och scendebuterade på Dramatens stora scen 1942 i Svanevit av August Strindberg. Han blev kvar vid Dramaten till 1970 med undantag av perioden 1949–1954.
Bland Palmes största roller på Dramaten märks rollen som betjänten Jean mot Inga Tidblad i Strindbergs Fröken Julie och som en av sönerna till Lars Hanson och Inga Tidblad i Eugene O'Neills drama Lång dags färd mot natt. 
På film samarbetade han ofta med Alf Sjöberg och han medverkade i ett 40-tal filmer. 1970 drog han sig tillbaka från scenen, men fortsatte inom radioteatern och som uppläsare under många år. Han är berättarrösten i tv-serierna Hemsöborna och Röda rummet. Palme har också givit ut diktsamlingar och reseskildringar. 
Ulf Palme tilldelades 1956 Svenska Dagbladets Thaliapris och 1960 O'Neill-stipendiet. 

### Privatliv

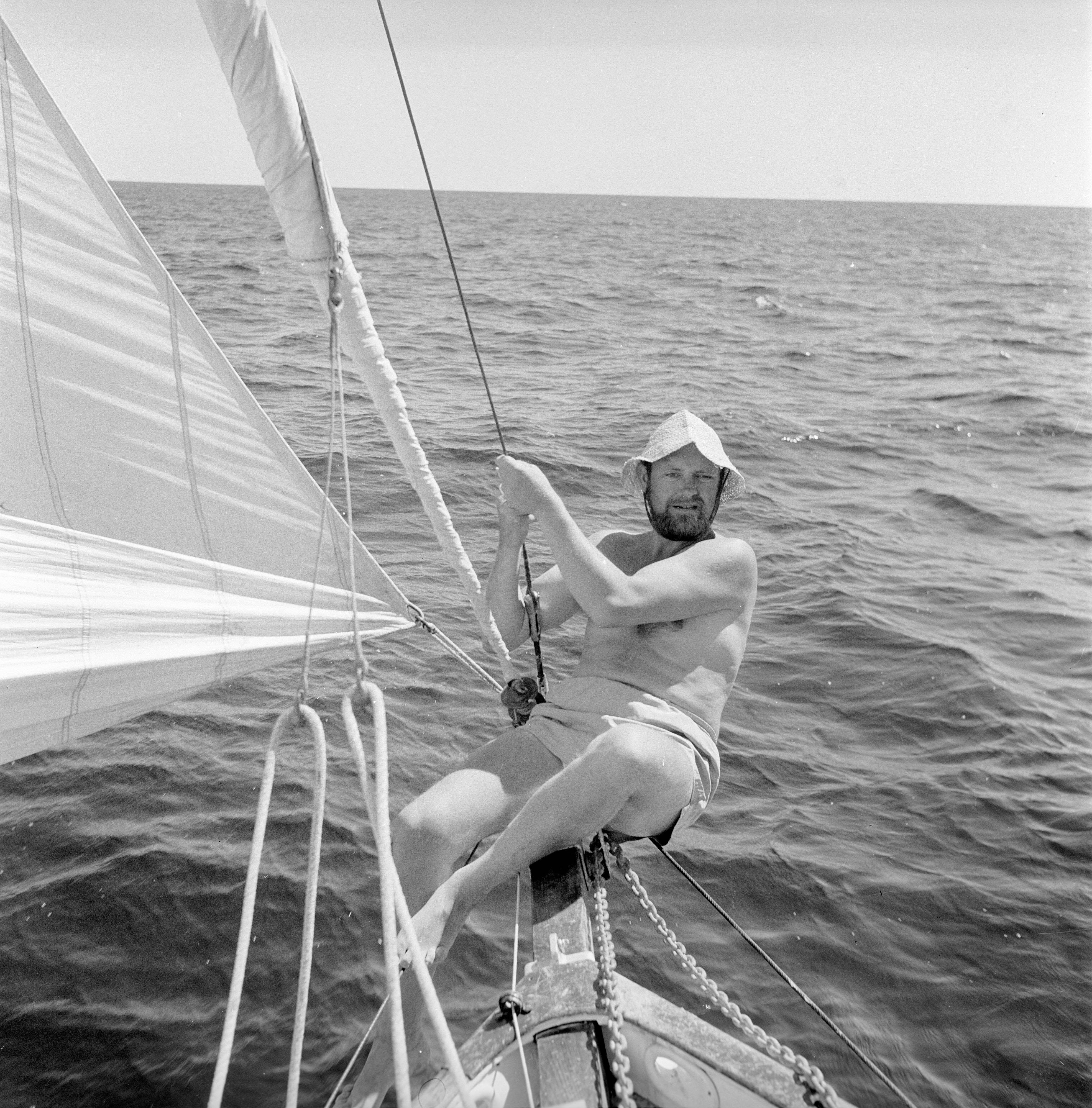
Ulf Palme ombord Daphne. Bild tagen av medelhavsseglaren och författaren Göran Schildt.

Mellan 1953 och 1963 var Ulf Palme gift med grevinnan Anna Maria Larussa från Italien. Deras dotter Beatrice Palme (född 1960) är en känd skådespelare på film och TV i Italien som bland annat har arbetat med Federico Fellini (Kvinnostaden, 1979) och Giuseppe Tornatore (Cinema Paradiso, 1988). Han gifte sig andra gången 1984 med hovsångerskan Laila Andersson-Palme.
Ulf Palme var brorson till konstnären Carl Palme och företagsledaren Lennart Palme samt syssling till statsminister Olof Palme.

## Filmografi

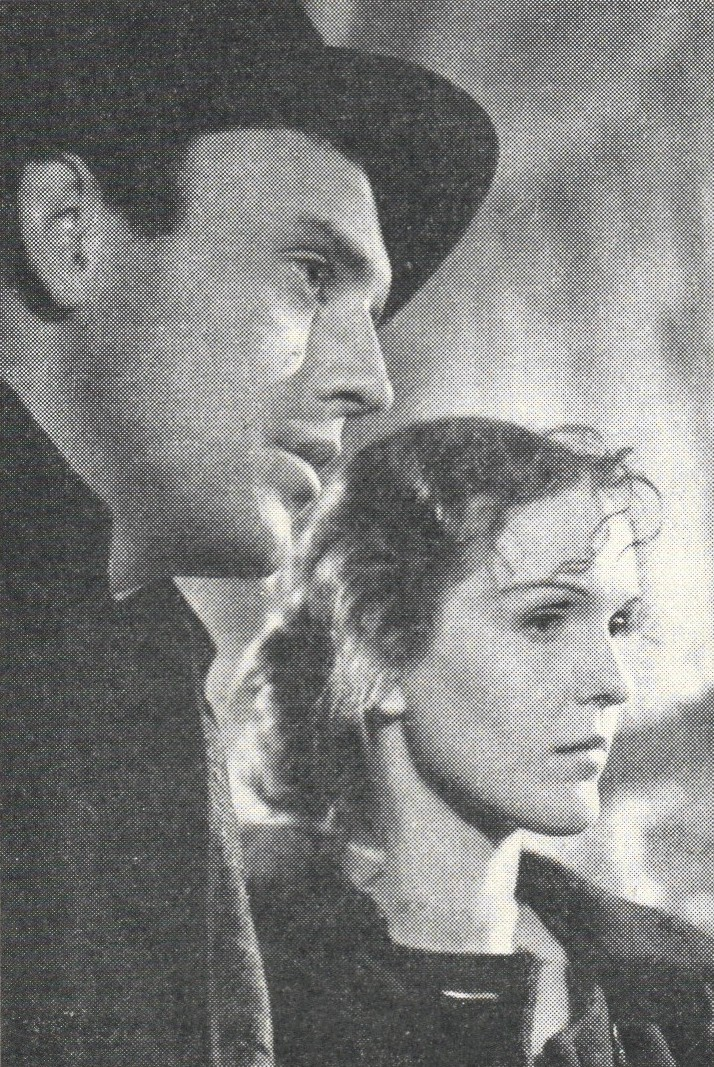
Ulf Palme och Eva Dahlbeck i Bara en mor (Alf Sjöberg, 1949).

- 1945 – Svarta rosor
- 1945 – Den allvarsamma leken
- 1946 – Möte i natten
- 1946 – Driver dagg faller regn
- 1947 – Krigsmans erinran
- 1947 – Brott i sol
- 1948 – På dessa skuldror
- 1949 – Människors rike
- 1949 – Fängelse
- 1949 – Bara en mor
- 1950 – Flicka och hyacinter
- 1950 – Sånt händer inte här
- 1950 – Medan staden sover
- 1951 – Bärande hav
- 1951 – Fröken Julie
- 1953 – Barabbas
- 1954 – Ung man söker sällskap
- 1954 – Gud Fader och tattaren
- 1954 – Karin Månsdotter
- 1954 – Herr Arnes penningar
- 1955 – Vildfåglar
- 1955 – Kvinnodröm
- 1956 – Tarps Elin
- 1956 – Häxan
- 1958 – Kvinna i leopard
- 1960 – Domaren
- 1962 – Maskerad agent
- 1963 – Kurragömma
- 1964 – Henrik IV
- 1966 – Hemsöborna (berättare)
- 1966 – Heja Roland!
- 1966 – Här har du ditt liv
- 1967 – Tvärbalk
- 1967 – En städad flykt
- 1968 – Doktor Glas
- 1968 – Flickorna
- 1970 – Röda rummet (berättare)
- 1970 – Rötmånad
- 1971 – Lockfågeln
- 1972 – The Day the Clown Cried
- 1973 – Ett köpmanshus i skärgården
- 1973 – Gamen
- 1973 – Smutsiga fingrar
- 1975 – Fru Inger til Østråt
- 1976 – Drömmen om Amerika
- 1977 – Bang!
- 1980 – Marmeladupproret

### Regi
- 1968 – ...som havets nakna vind (regi: Gunnar Höglund, dialogregi: Ulf Palme)

### Manus
- 1962 – En tarantella om efteråt

## Teater

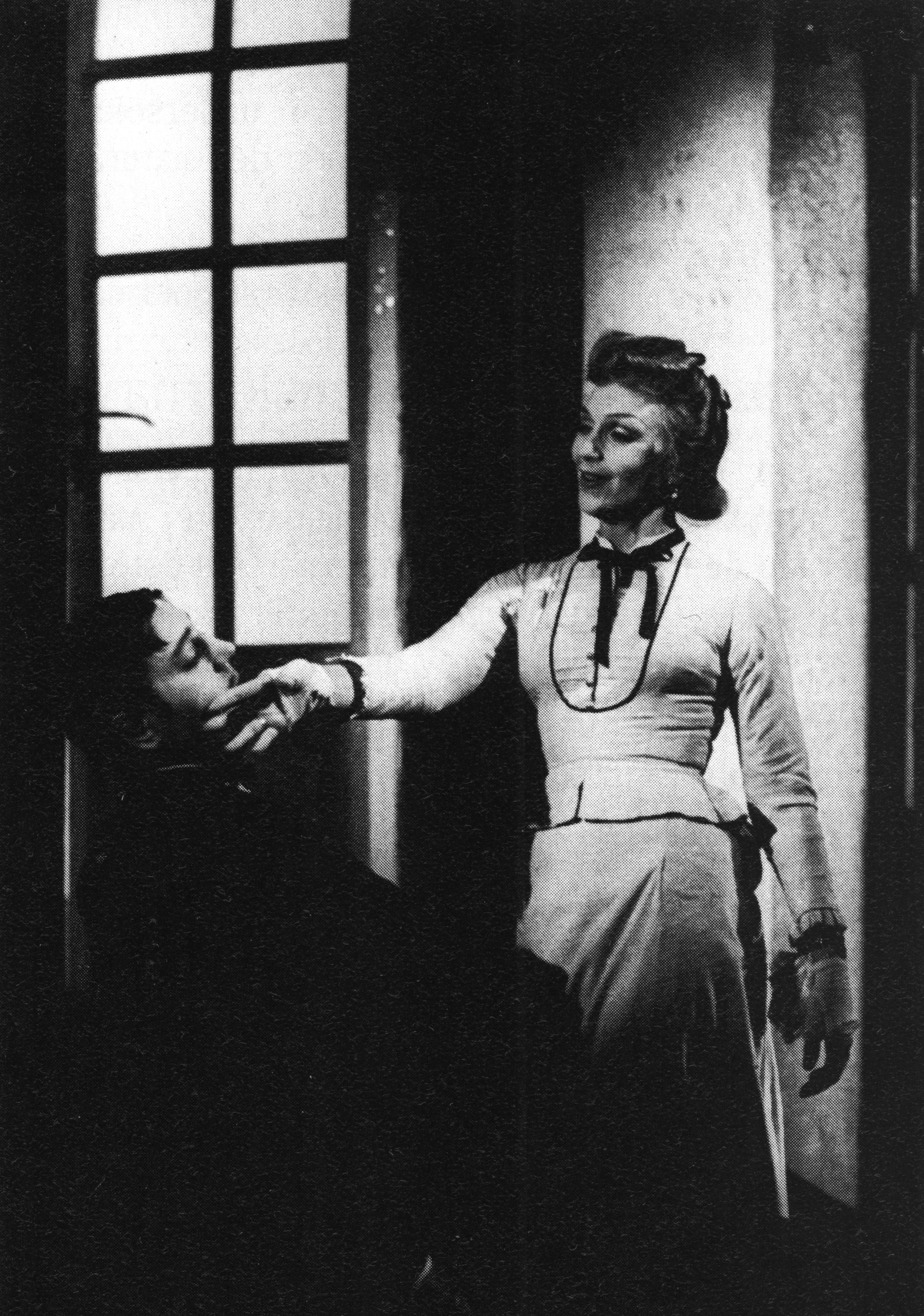
Ulf Palme och Inga Tidblad som Jean och Julie i Dramatens uppsättning av Strindbergs Fröken Julie, 1949.

### Roller (ej komplett)
| År   | Roll              | Produktion                                                           | Regi              | Teater                           |
| ---- | ----------------- | -------------------------------------------------------------------- | ----------------- | -------------------------------- |
| 1943 | Andre betjänten   | Kungen Robert de Flers, Emmanuel Arène och Gaston Arman de Caillavet | Rune Carlsten     | Dramaten                         |
| 1945 | Man i överrock    | Av hjärtans lust Karl Ragnar Gierow                                  | Rune Carlsten     | Dramaten                         |
| 1945 | Karl Trotke       | Ödestimmen Hjalmar Söderberg                                         | Rune Carlsten     | Dramaten                         |
| 1945 | Quirinius         | En idealist Kaj Munk                                                 | Olof Molander     | Dramaten                         |
| 1945 | Per Sparre        | Karl XI Ivan Oljelund                                                | Rune Carlsten     | Dramaten                         |
| 1945 | Yank              | Hjärtan och njurar John Patrick                                      | Carlo Keil-Möller | Dramaten                         |
| 1946 | Våningskyparen    | Stängda dörrar Jean-Paul Sartre                                      | Alf Sjöberg       | Dramaten                         |
| 1946 | Elis              | Påsk August Strindberg                                               | Rune Carlsten     | Dramaten                         |
| 1947 | Upptäcktsresanden | Den dödsdömde Stig Dagerman                                          | Alf Sjöberg       | Dramaten                         |
| 1947 | Chuck Morello     | Si, iskarlen kommer! Eugene O'Neill                                  | Olof Molander     | Dramaten                         |
| 1947 | Chris Keller      | Alla mina söner Arthur Miller                                        | Rune Carlsten     | Dramaten                         |
| 1948 | Fursten           | De vises sten Pär Lagerkvist                                         | Alf Sjöberg       | Dramaten                         |
| 1949 | Jean              | Fröken Julie August Strindberg                                       | Alf Sjöberg       | Dramaten                         |
| 1949 | Stanley Kowalski  | Linje Lusta Tennessee Williams                                       | Olof Molander     | Dramaten                         |
| 1950 | Erik XIV          | Erik XIV August Strindberg                                           | Alf Sjöberg       | Dramaten                         |
| 1951 | Mikael            | Syskon H.C. Branner                                                  | Alf Sjöberg       | Dramaten                         |
| 1952 | Fursten           | De vises sten Pär Lagerkvist                                         | Alf Sjöberg       | Dramaten                         |
| 1953 | Hjalmar Ekdal     | Vildanden Henrik Ibsen                                               | Ingrid Luterkort  | Norrköping-Linköping stadsteater |
| 1954 | Robert            | Modell Beatrice Tore Zetterholm                                      | Alf Sjöberg       | Dramaten                         |
| 1955 | Hjalmar Ekdal     | Vildanden Henrik Ibsen                                               | Alf Sjöberg       | Dramaten                         |
| 1956 | Jim               | Lång dags färd mot natt Eugene O'Neill                               | Bengt Ekerot      | Dramaten                         |
| 1956 | Fadern            | Aina Sara Lidman                                                     | Alf Sjöberg       | Dramaten                         |
| 1957 | Reuterholm        | Drottningens juvelsmycke Carl Jonas Love Almqvist                    | Alf Sjöberg       | Dramaten                         |
| 1957 | Gustaf            | Fordringsägare August Strindberg                                     | Rune Carlsten     | Dramaten                         |
| 1959 | Nikita            | Mörkrets makt Leo Tolstoj                                            | Alf Sjöberg       | Dramaten                         |
| 1960 | Hamlet            | Hamlet William Shakespeare                                           | Alf Sjöberg       | Dramaten                         |
| 1961 | Trigorin          | Måsen Anton Tjechov                                                  | Ingmar Bergman    | Dramaten                         |
| 1963 | Jacques           | Som ni behagar William Shakespeare                                   | Frank Sundström   | Uppsala stadsteater              |

### Regi (ej komplett)
| År   | Produktion                        | Upphovsmän        | Teater   |
| ---- | --------------------------------- | ----------------- | -------- |
| 1964 | Den yttersta dagen                | Stig Dagerman     | Dramaten |
| 1967 | Sock! Bang! Svisch! Smack! Vroom! | Lars Forssell     | Dramaten |
| 1967 | Dödsdansen                        | August Strindberg | Dramaten |

## Radioteater (ej komplett)
| År   | Roll                              | Produktion                                     | Regi                |
| ---- | --------------------------------- | ---------------------------------------------- | ------------------- |
| 1944 | Ingenjör Borgenhejm               | Lille Eyolf Henrik Ibsen                       | Halfdan Christensen |
| 1944 | Lodovico                          | Othello William Shakespeare                    | Alf Sjöberg         |
| 1944 | Redlund                           | Ett brott Sigfrid Siwertz                      | Alf Sjöberg         |
| 1945 | Officer                           | Aftonen faller på Giorgos Theotokas            | Olof Molander       |
| 1945 | Löjtnant Schön                    | Låga för vinden Maxwell Anderson               | Rune Carlsten       |
| 1945 | Arno Molander                     | Förhör vid midnatt Axel Ivers                  | Carl-Otto Sandgren  |
| 1946 | Kungen                            | Alla skomakares dag Thomas Dekker              | Alf Sjöberg         |
| 1946 | Markus Vykortsförsäljaren         | S:t Antonius visar vägen Ronald Duncan         | Alf Sjöberg         |
| 1946 | Doktor Bull (Lördag)              | Mannen som var Torsdag G.K. Chesterton         | Palle Brunius       |
| 1946 | Stephan                           | Platon Kretjet Aleksandr Kornejtjuk            | Anders Henrikson    |
| 1947 | Rannsakningsdomaren               | Det levande liket Leo Tolstoj                  | Alf Sjöberg         |
| 1947 | Hertig Jan av Béranger            | Fåfänga drömmar Stanislav Lahodny              | Johan Falck         |
| 1947 | Luffaren                          | Marguerite Armand Salacrou                     | Göran Gentele       |
| 1947 | Julius Macek                      | Under Prags kastanjer Konstantin Simonov       | Rune Carlsten       |
| 1947 | Sebastian                         | Lotsen från Moluckas Harry Martinson           | Alf Sjöberg         |
| 1947 | Fjodor Pribylov                   | En annans barn Vassilij Sjkvarkin              | Rune Carlsten       |
| 1947 | Jim                               | Huckleberry Finns äventyr, del I Mark Twain    | Palle Brunius       |
| 1947 | Ronald Dancy                      | Vi och de våra John Galsworthy                 | Olof Molander       |
| 1947 | Sir Charles Palfrey               | Värre än mord Norman Edwards                   | Carl-Otto Sandgren  |
| 1947 | Axel                              | Leka med elden August Strindberg               | Ingmar Bergman      |
| 1947 | Torvald Helmer                    | Ett dockhem Henrik Ibsen                       | Alf Sjöberg         |
| 1947 | Mercutio                          | Romeo och Julia William Shakespeare            | Olof Molander       |
| 1948 | Doktor Östermark                  | Fadren August Strindberg                       | Henrik Dyfverman    |
| 1948 | Stadsfiskalen                     | Serenad i Repslagargatan Kathrine Aurell       | Lars Madsén         |
| 1948 | Yang Kung San                     | Blommande körsbärsgren Friedrich Feld          | Rudolf Wendbladh    |
| 1948 | Håkan Ingelsson                   | Mans kvinna Vilhelm Moberg                     | Lars Madsén         |
| 1948 | Den okände                        | Till Damaskus, del I August Strindberg         | Olof Molander       |
| 1949 | Officeren                         | Ett drömspel August Strindberg                 | Olof Molander       |
| 1949 | Kåre                              | Uppbrott Helge Krog                            | Alf Sjöberg         |
| 1949 | Blackstone                        | Jag talar till dej William Saroyan             | Lars Madsén         |
| 1949 | Jonny Lind                        | Ur djupen Bengt V. Wall                        | Alf Sjöberg         |
| 1949 | Eugene                            | Huset i den gamla stilen Thomas Wolfe          | Henrik Dyfverman    |
| 1950 | Montserrat                        | Montserrat Emmanuel Roblès                     | Henrik Dyfverman    |
| 1950 | Jean                              | Fröken Julie August Strindberg                 | Alf Sjöberg         |
| 1950 | Sammy Rice                        | Det hemliga rummet Nigel Balchin               | Henrik Dyfverman    |
| 1950 | Boettcher                         | Fyra år och en dag Christian Bock              | Sandro Malmquist    |
| 1950 | Han                               | Frihet är det bästa ting Herbert Grevenius     | Henrik Dyfverman    |
| 1951 | Fursten                           | De vises sten Pär Lagerkvist                   | Alf Sjöberg         |
| 1951 | Ivan                              | Nattens drottning Björn-Erik Höijer            | Palle Brunius       |
| 1951 | Tränaren                          | Offra en löpare Arne Hirdman                   | Carl-Otto Sandgren  |
| 1951 | Hector                            | Huset som krossade hjärtan George Bernard Shaw | Henrik Dyfverman    |
| 1952 | Don Juan Tenorio                  | Don Juan Molière                               | Olof Molander       |
| 1952 | Mikael                            | Syskon H.C. Branner                            | Alf Sjöberg         |
| 1952 | Clement Archer                    | Stormvarning Irwin Shaw                        | Henrik Dyfverman    |
| 1952 | Herodes                           | Den siste herdens berättelse Walter Bauer      | Åke Falck           |
| 1953 | Prinsen av Eisenach               | Laurettas bröllop Alfred de Musset             | Palle Brunius       |
| 1953 | Ukko                              | Holländarn August Strindberg                   | Ingmar Bergman      |
| 1953 | Sigismund                         | Livet en dröm Pedro Calderón de la Barca       | Palle Brunius       |
| 1954 | Sir Archie Sir Filip Sir Reginald | Herr Arnes penningar Selma Lagerlöf            | Åke Falck           |
| 1954 | Versjinin                         | Tre systrar Anton Tjechov                      | Bengt Ekerot        |
| 1954 | Nattvakten                        | Hissen till 18:de våningen Lucille Fletcher    | Gösta Rybrant       |
| 1955 | Othello                           | Othello William Shakespeare                    | Stig Torsslow       |
| 1955 | Torvald Helmer                    | Ett dockhem Henrik Ibsen                       | Alf Sjöberg         |
| 1955 | Ambrosius Tolderlund              | Munken går på ängen Carl Gandrup               | Ingmar Bergman      |
| 1955 | Litvay                            | Teater Franz Molnár                            | Gustaf Molander     |
| 1955 | Peer Gynt                         | Peer Gynt Henrik Ibsen                         | Bengt Ekerot        |
| 1956 | Mefistofeles                      | Faust Johann Wolfgang von Goethe               | Palle Brunius       |
| 1956 | Hampus                            | En dag Björn-Erik Höijer                       | Bengt Ekerot        |
| 1957 | Henx                              | På tredje dagen Sivar Arnér                    | Bengt Ekerot        |
| 1957 | Simon                             | När de döda dör Sivar Arnér                    | Bengt Ekerot        |
| 1957 | Ärkebiskop Thomas Becket          | Mord i katedralen T.S. Eliot                   | Palle Brunius       |
| 1958 | Herr X, arkeolog                  | Paria August Strindberg                        | Gunnar Hellström    |
| 1958 | John Loving                       | Dagar utan mål Eugene O'Neill                  | Stig Torsslow       |
| 1958 | Kejsaren                          | Om vintern Sivar Arnér                         | Bengt Ekerot        |
| 1958 | Jim                               | Lång dags färd mot natt Eugene O'Neill         | Bengt Ekerot        |
| 1958 | Gustaf                            | Fordringsägare August Strindberg               | Rune Carlsten       |
| 1959 | Fadern                            | Den viktorianska fåfängan Ernst Bruun Olsen    | Åke Falck           |
| 1959 | Henry                             | Askglöd Samuel Beckett                         | Åke Falck           |
| 1959 | Wilhelm Tell                      | Wilhelm Tell Friedrich von Schiller            | Per Verner Carlsson |